# Iratoșu, Arad
Iratoșu (în maghiară: Nagyiratos) este satul de reședință al comunei cu același nume din județul Arad, Crișana, România.

## Așezare
Localitatea Iratoșu se află situată în Câmpia Aradului, la granița de vest a României, la o distanță de 22 km față de municipiul Arad.

## Istoric
Prima atestare documentară a localității Iratoșu datează din anul 1446, 

## Economia
Economia localității cunoaște în prezent o dinamică puternică, cu creșteri importante semnalate în toate sectoarele de activitate.